# NHK福祉大相撲
NHK福祉大相撲（エヌエイチケイふくしおおずもう）は、NHKとNHK厚生文化事業団が主催、日本相撲協会の全面協力で、毎年2月に国技館で行われるチャリティー興行（花相撲）。

## 概要
NHK福祉大相撲は1967年2月4日にNHK慈善大相撲の名称で蔵前国技館にて開始。1975年にNHK福祉大相撲へ改称、1985年に現在の国技館へ移り2017年で50回を数える、花相撲の中でも著名な興行の一つである。毎年、本興行の純利益で福祉サービスカー「福祉相撲号」を購入し、日産自動車からの寄贈分1台と合わせて障害者・高齢者の施設団体へ贈呈している。この車両は2017年までに303台が贈呈されている。
本興行では、全体を3部構成にしており、第1部は太鼓の打ち分け、相撲甚句、初切など、他の花相撲でも行われているものの他に、幕下上位の優秀力士によるトーナメント大会、力士が相撲とは関係のないゲームで競うコーナー。第2部は「お楽しみ歌くらべ」と呼ばれる、女性歌手と力士による歌謡ショーも行われる。歌くらべ等は土俵周囲の一方の枡席の上に特設ステージが設けられ、ここを舞台に行われる。その後第3部として、幕内力士と横綱の土俵入りと幕内取組が行われる。
本興行の模様は、開催日から1・2週間ほど後でNHK総合テレビでダイジェスト放送される。テレビでは第1部はアトラクションを中心に、第2部が「お楽しみ歌くらべ」で各45分（計1時間30分）に内容をまとめて放送される（テレビ中継が行われない第3部の幕内取組を含めると、興行時間は実際には4時間を越える）。
2017年は第50回を記念して、場面転換時に過去の回の映像を紹介したり、「お楽しみ歌くらべ」にて白鵬・日馬富士・鶴竜の3横綱に大関・照ノ富士が出演するといった例年以上の演出がなされた。

### 2011年（第44回）の興行中止とその後
2011年2月11日に開催される予定であった第44回興行については、主催者であるNHKが前年の野球賭博問題の捜査の過程で発覚した八百長問題などを理由として中止することを、2月3日にNHK会長の松本正之自らが記者会見で発表した。既に購入した入場券は払い戻しに応じることになった（なお、収益の浄財寄付については言及されていない）。当日の模様は2月20日に総合テレビで放送される予定だった。
また、3日後の2月14日には、NHK厚生文化事業団が当初の予定通り、福祉サービスカー5台（既に購入済みの4台及び日産から贈られた1台）を各施設団体に寄贈することを発表。今回の場合は福祉大相撲の収益はなく、事業団の創立50周年事業として900万円を自己負担で賄う形となった。ただし、毎年恒例だった「福祉相撲」の文字を入れずに贈呈。
2012年以降は通常通り開催されているが、2021年（第54回）については2020年の新型コロナ流行の影響やそれに伴う東京都など一都三県に改正・新型インフルエンザ等対策特別措置法に基づく緊急事態宣言が同年1月8日から発令されたことなどを受けて今年度の開催を見送ることを決定した。
2022年については、改めて第54回興行として2月11日の開催予定が組まれ、すでに「お楽しみ歌くらべ」のコーナーで力士とともに出場する歌手5組（西田あい、水森かおり、みちのく娘!、森山愛子、横山由依）の発表、並びにチケット発売（マス席・ボックス席は基本2人掛け。一部1・3人用のマス席あり、その他タマリ席、椅子席は1席ずつ開けた「市松模様形式」で販売）することが発表されていたが、初場所後に力士など協会員の感染が続出していることから開催中止（延期開催もなし）が発表された。なおチケット購入者で希望者には、チャリティー収益を差し引いた分を後日払い戻しに応じた。
2023年は第55回興行として、2023年2月4日に開催された（出場歌手:島津亜矢、市川由紀乃、STU48、関取花、朝倉さや）。今回は升席は4人単位（一部1・3・5・6人用と、ペア升席＝2人用もあり）、ボックス席（4－5人1組）などほぼ通常のスタイルで開催されたほか、館内1階売店にて、飲食物（弁当2種、焼き鳥）、お土産品の販売、並びにタマリ席を除き飲食が可能とされた。なお歌くらべはオーケストラ生演奏がなくなった。